# DSA-502
La DSA-502 es una carretera perteneciente a la Red Secundaria de la Diputación Provincial de Salamanca que une la N-630 con la localidad de Castellanos de Villiquera.

## Recorrido
La carretera DSA-502 tiene su origen en Castellanos de Villiquera en la intersección con la carretera N-630, y termina en el casco urbano de Castellanos de Villiquera formando parte de la Red de carreteras de Salamanca.
| Castellanos de Villiquera (Intersección con ) - Castellanos de Villiquera | Castellanos de Villiquera (Intersección con ) - Castellanos de Villiquera | Castellanos de Villiquera (Intersección con ) - Castellanos de Villiquera | Castellanos de Villiquera (Intersección con ) - Castellanos de Villiquera | Castellanos de Villiquera (Intersección con ) - Castellanos de Villiquera | Castellanos de Villiquera (Intersección con ) - Castellanos de Villiquera | Castellanos de Villiquera (Intersección con ) - Castellanos de Villiquera | Castellanos de Villiquera (Intersección con ) - Castellanos de Villiquera | Castellanos de Villiquera (Intersección con ) - Castellanos de Villiquera | Castellanos de Villiquera (Intersección con ) - Castellanos de Villiquera | Castellanos de Villiquera (Intersección con ) - Castellanos de Villiquera |
| Esquema                                                                   | PK                                                                        | Sentido Castellanos de Villiquera (creciente)                             | Sentido Castellanos de Villiquera (creciente)                             | Sentido Castellanos de Villiquera (creciente)                             | Sentido Castellanos de Villiquera (creciente)                             | Sentido N-630 (decreciente)                                               | Sentido N-630 (decreciente)                                               | Sentido N-630 (decreciente)                                               | Sentido N-630 (decreciente)                                               | Incidencias                                                               |
| Esquema                                                                   | PK                                                                        | Velocidad                                                                 | Elemento                                                                  | Salida                                                                    | Salida                                                                    | Salida                                                                    | Salida                                                                    | Elemento                                                                  | Velocidad                                                                 | Incidencias                                                               |
| Esquema                                                                   | PK                                                                        | Velocidad                                                                 | Elemento                                                                  | Dir.                                                                      | Nombre                                                                    | Nombre                                                                    | Dir.                                                                      | Elemento                                                                  | Velocidad                                                                 | Incidencias                                                               |
| ------------------------------------------------------------------------- | ------------------------------------------------------------------------- | ------------------------------------------------------------------------- | ------------------------------------------------------------------------- | ------------------------------------------------------------------------- | ------------------------------------------------------------------------- | ------------------------------------------------------------------------- | ------------------------------------------------------------------------- | ------------------------------------------------------------------------- | ------------------------------------------------------------------------- | ------------------------------------------------------------------------- |
|                                                                           | 0,0                                                                       |                                                                           |                                                                           | Aldeaseca de Armuña                                                       | Aldeaseca de Armuña                                                       | Aldeaseca de Armuña                                                       |                                                                           |                                                                           |                                                                           |                                                                           |
| Calzada de Valdunciel                                                     | 0,0                                                                       |                                                                           |                                                                           |                                                                           |                                                                           |                                                                           |                                                                           |                                                                           |                                                                           |                                                                           |
|                                                                           | 1,3                                                                       |                                                                           |                                                                           | CASTELLANOS DE VILLIQUERA                                                 | CASTELLANOS DE VILLIQUERA                                                 | CASTELLANOS DE VILLIQUERA                                                 | CASTELLANOS DE VILLIQUERA                                                 |                                                                           |                                                                           |                                                                           |
|                                                                           | 1,950                                                                     |                                                                           |                                                                           | Centro Urbano                                                             | Centro Urbano                                                             | Centro Urbano                                                             | Centro Urbano                                                             |                                                                           |                                                                           |                                                                           |